# Placówka Straży Celnej „Upiłka”

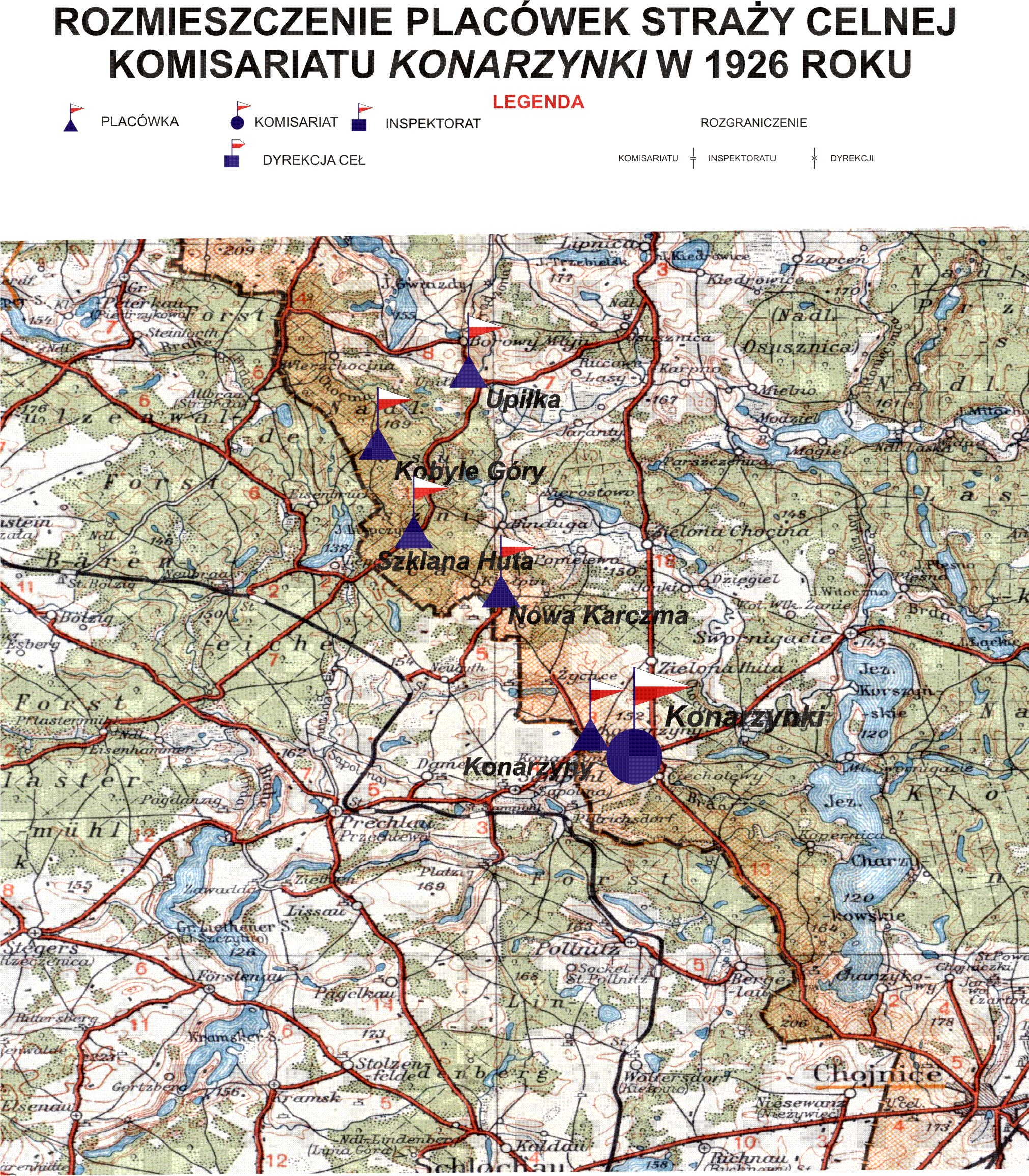
Rozmieszczenie placówek Straży Celnej Komisariatu Konarzynki

Placówka Straży Celnej „Upiłka” – jednostka organizacyjna Straży Celnej pełniąca w okresie międzywojennym służbę ochronną na granicy polsko-niemieckiej.

## Formowanie i zmiany organizacyjne
Na wniosek Ministerstwa Skarbu, uchwałą z 10 marca 1920 roku, powołano do życia Straż Celną. Od połowy 1921 roku jednostki Straży Celnej rozpoczęły przejmowanie odcinków granicy od pododdziałów Batalionów Celnych. Proces tworzenia Straży Celnej trwał do końca 1922 roku. Placówka Straży Celnej „Upiłka” weszła w podporządkowanie komisariatu Straży Celnej „Konarzynki” z Inspektoratu SC „Chojnice”.
W drugiej połowie 1927 roku przystąpiono do gruntownej reorganizacji Straży Celnej. W praktyce skutkowało to rozwiązaniem tej formacji granicznej. Ochronę północnej, zachodniej i południowej granicy państwa przejęła powołana z dniem 2 kwietnia 1928 roku Straż Graniczna. W strukturach nowo powstałej formacji nie odtworzono placówki „Upiłka”.

## Funkcjonariusze placówki
Kierownicy placówki
| stopień          | imię i nazwisko, numer   | okres pełnienia służby | kolejne stanowisko |
| ---------------- | ------------------------ | ---------------------- | ------------------ |
| starszy strażnik | Franciszek Gendek (3257) | był w 1926             |                    |

Obsada personalna placówki w 1926:
- starszy strażnik Franciszek Gendek (3257)
- starszy strażnik Jan Fąferek (1640)
- strażnik Antoni Środecki (1559)
- strażnik Władysław Szymczak (3077)
- strażnik Piotr Nyjczak (2005)
- strażnik Michał Gierszał (1739)
- strażnik Antoni Kieroński (1802)
- strażnik Wincenty Karańczyk (1671)